# Nermin
Nermin ist in mehreren Sprachen ein männlicher bzw. weiblicher Vorname.

## Herkunft und Bedeutung
Nermin ist abgeleitet vom persischen نرم (narm) mit der Bedeutung „sanft, zart, weich“. Im kurdischen, arabischen und türkischen Sprachraum ist Nermin ein weiblicher, im Bosnischen ist es ein männlicher Vorname. Die bosnische weibliche Form ist Nermina.

## Namensträger

### Männlicher Vorname
- Nermin Čeliković (* 1980), deutsch-bosnischer Fußballspieler
- Nermin Crnkić (1992–2023), bosnisch-US-amerikanischer Fußballspieler
- Nermin Ibrahimović (* 1990), serbischer Fußballspieler
- Nermin Puškar (* 1978), bosnischer Musiker und Sänger

### Weiblicher Vorname „Nermin“
- Nermin Abadan-Unat (* 1921), deutsch-türkische Soziologin und Frauenforscherin
- Nermin Ismail (* 1991), österreichische Journalistin und Autorin
- Nermin Neftçi (1924–2003), türkische Juristin, Politikerin (CHP) und Kulturministerin
- Nermin Uçar (* 20. Jhd.), deutsche Schauspielerin

### Weiblicher Vorname „Nermina“
- Nermina Kukic (* 1971), deutsche Schauspielerin